# Vesterbro Komponistforening
Vesterbro Komponistforening (eller blot Komvest) blev dannet i 1999 af Christian Hildebrandt, Morten Hansen og Peter Lindeman Jørgensen med speciel interesse for vokalmusik. Foreningens formål er at styrke interessen for komposition af nyskrevet fortrinsvis vokalmusik på højt niveau, som er rettet mod professionelle kammerensembler eller semiprofessionelle kor. Der foregår en jævnlig koncertaktivitet i foreningens regi, fortrinsvis med uropførelser af medlemmernes musik på programmet.
Siden foråret 1999 har foreningen således bl.a. afholdt et større årligt projekt med 2-3 koncerter med uropførelser af nyskrevet primært kormusik af medlemmerne, hvortil der har været samlet et ensemble af 25-30 unge sangere, hentet fra det semiprofessionelle københavnske kormiljø. Som musikalsk leder af projekterne har foreningen ansat skiftende yngre dirigenter med særlig erfaring med kormusik. Disse projekter er udformet som workshops, hvor foreningens medlemmer deltager i indstuderingsarbejdet og om muligt optræder i koret. Formålet hermed er at styrke den gensidige inspiration, der opstår i mødet mellem musikere og komponister. Alle projekter afsluttes med en serie af offentlige koncerter, hvor et udførelsesniveau på højde med de bedste semiprofessionelle ensembler tilstræbes.
Således bliver alle fire led i musikkens produktion: komposition, indstudering, udførelse og publikumsmodtagelse medtaget ved hvert projekt, hvor komponisterne deltager i alle faser.
I foråret 2002 støttedes Vesterbro Komponistforening af Statens Musikråd med 20.000 kr. til gennemførelse af sine aktiviteter. Siden 2007 har Komvest-projekterne generelt opnået offentlig anerkendelse og nyder godt af både offentlig og privat fondsstøtte. Se en samlet kronologisk oversigt over projekterne her: http://www.christianhildebrandt.dk/komvest.htm
Vesterbro Komponistforening er siden dannelsen hvert år blevet udvidet og tæller siden sommeren 2007 11 medlemmer. Komponisterne har delvis baggrund i konservatorieuddannelser og delvis i musikvidenskabelige studier ved universitet. Det stadigt voksende antal medlemmer har affødt et behov for at udvide foreningens virkefelt i retning af instrumentalkoncerter.

## Medlemmer pr. 1/6-2010
- Christian Hildebrandt
- Peter Lindeman Jørgensen
- Morten Hansen
- Kasper Nefer Olsen
- Thomas Hjort Jensen
- Thomas Løbger
- Morten Poulsen
- Bjarke Moe
- John Ekberg
- Benjamin de Murashkin
- Martin Palsmar
- Jexper Holmen
- Timothy Baxter
- Søren Birch
- Maria Steinaa